# Château d'Aiguèze
Pour les articles homonymes, voir Château (homonymie) et Aiguèze.
Le château d'Aiguèze est un château fort du VIIIe siècle, situé dans le village médiéval d'Aiguèze (classé parmi les Plus Beaux Villages de France) dans le Gard, à la frontière de l'Ardèche, en Occitanie. Bâti à flanc de falaise, il surplombe l'Ardèche et ses gorges.

## Histoire
- Si vous ne connaissez pas le sujet, laissez ce bandeau (vous pouvez alors contacter les auteurs).
- Si vous supprimez le contenu mis en cause (vous pouvez préalablement contacter les auteurs),

argumentez précisément cette suppression dans la page de discussion
(un manque de référence n'est pas un argument ; une recherche réelle de référence doit avoir été effectuée, être formellement documentée).
Le château d'Aiguèze (en face de Saint-Martin-d'Ardèche, à 50 km au nord-ouest d'Avignon) se compose de puissantes fortifications et de chemins de ronde troglodytes naturels (avec vue panoramique sur l'Ardèche et sa région), de trois tours (la tour sarrasine du XIe siècle, reliée à une tour ronde du XIIIe siècle, et un donjon du XIIe siècle), et d'un logis seigneurial de style médiéval-Renaissance[source insuffisante].

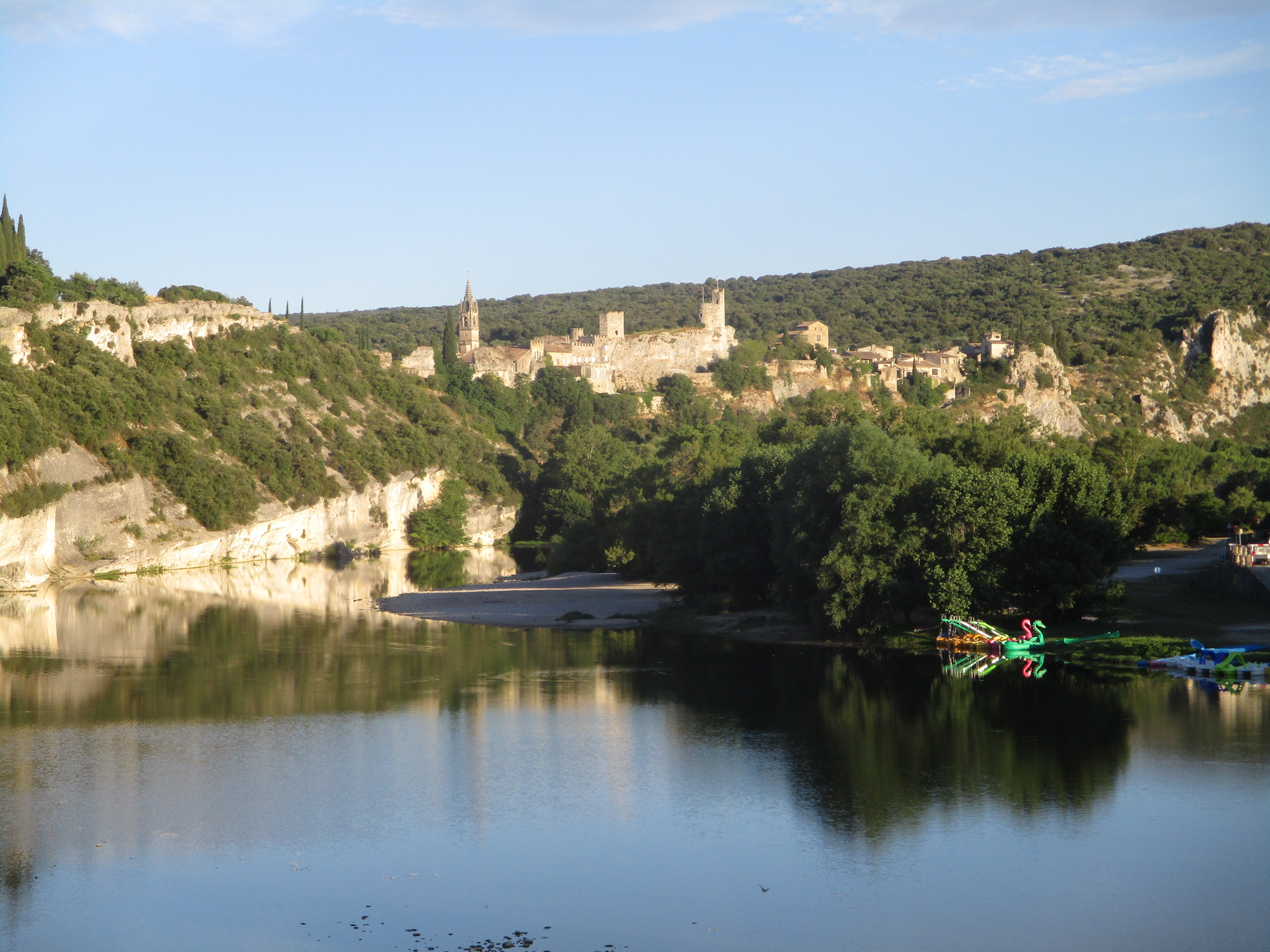
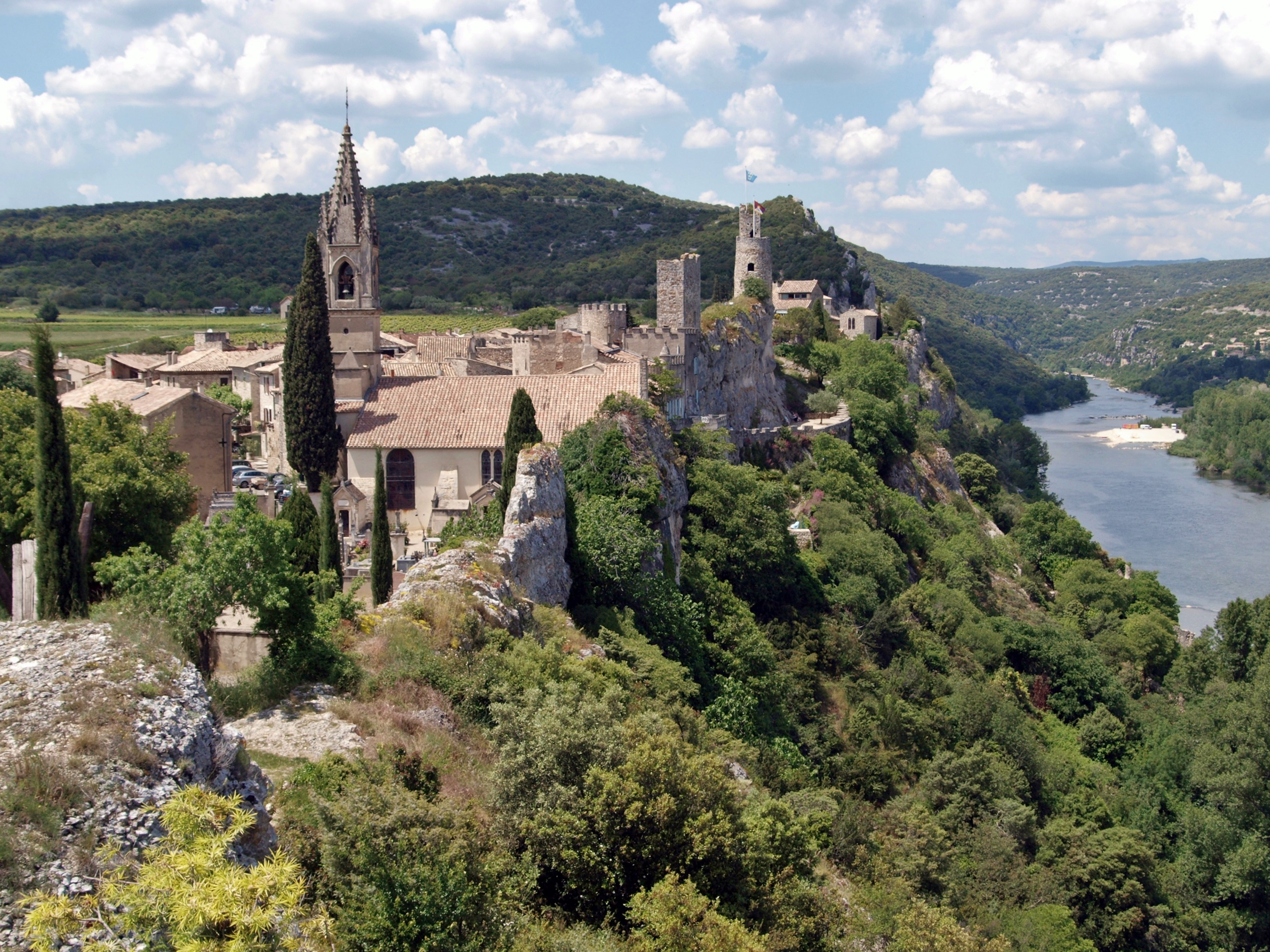
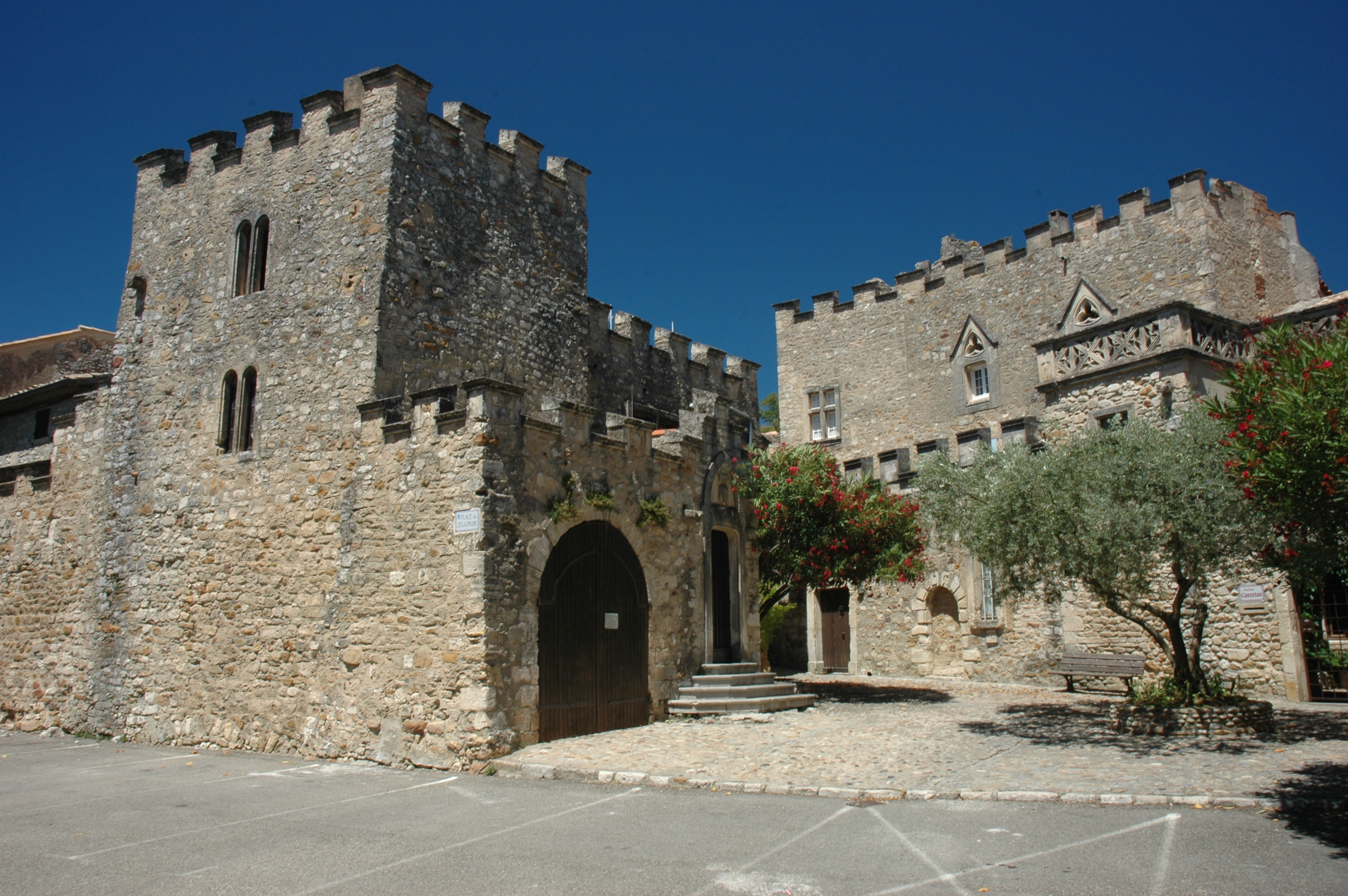

Une première fortification troglodyte mérovingienne est construite par le seigneur de Balazuc, à flanc de falaise, à la demande de Charles Martel, à la suite de la bataille de Poitiers de 732 contre les Sarrasins, pour protéger le Royaume de Provence et la fondation de l'Empire carolingien des invasions sarrasines[source insuffisante], et contrôler la navigation de l'Ardèche et du Rhône[source insuffisante].
Vers 1080, le marquis de Provence Raymond de Saint-Gilles charge son vassal le seigneur Pons de Balazuc, de renforcer la forteresse, au début de la féodalité, avant leurs départs en 1096 pour la Première croisade.[réf. nécessaire]

Remparts troglodytes naturels
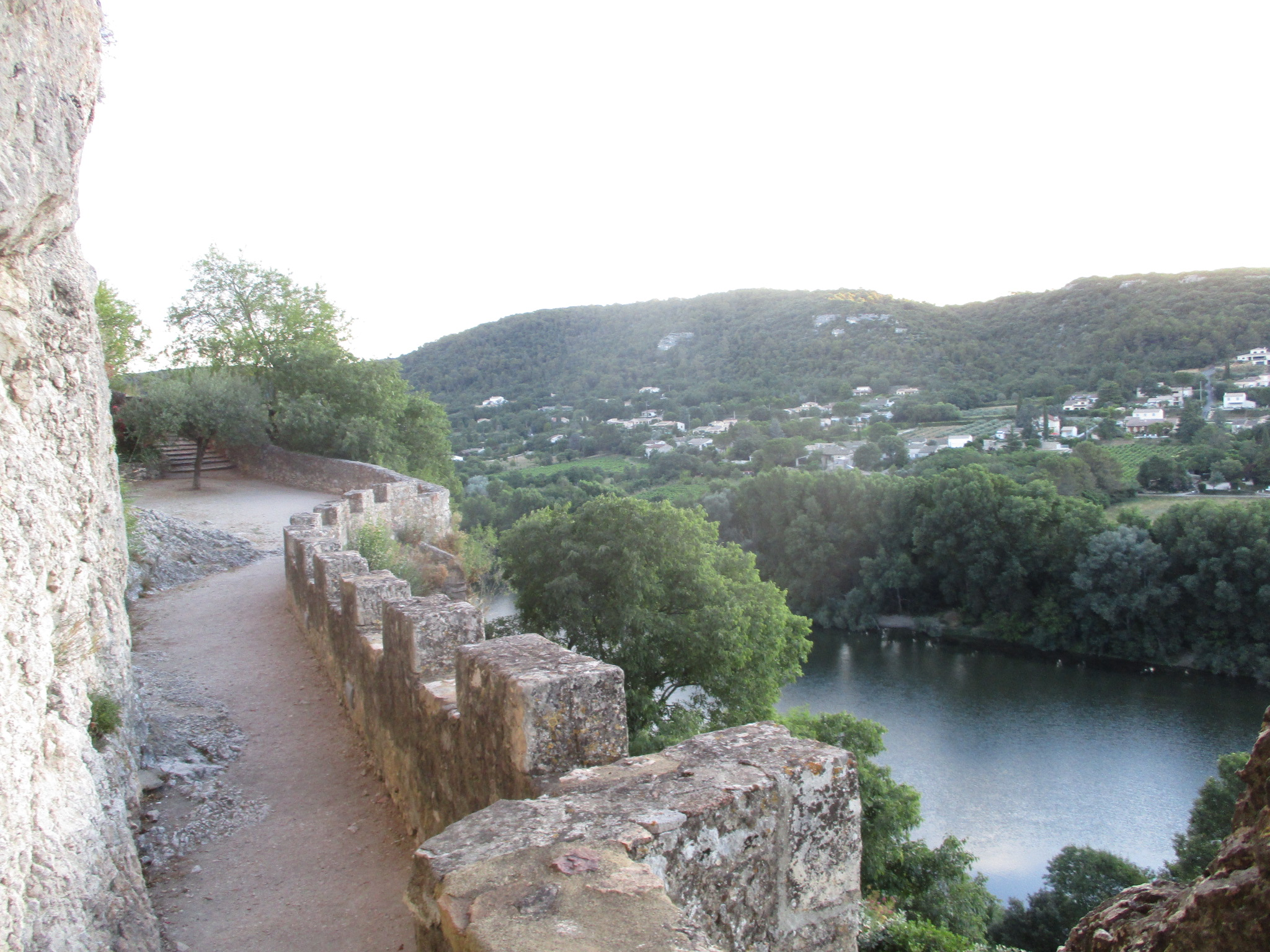
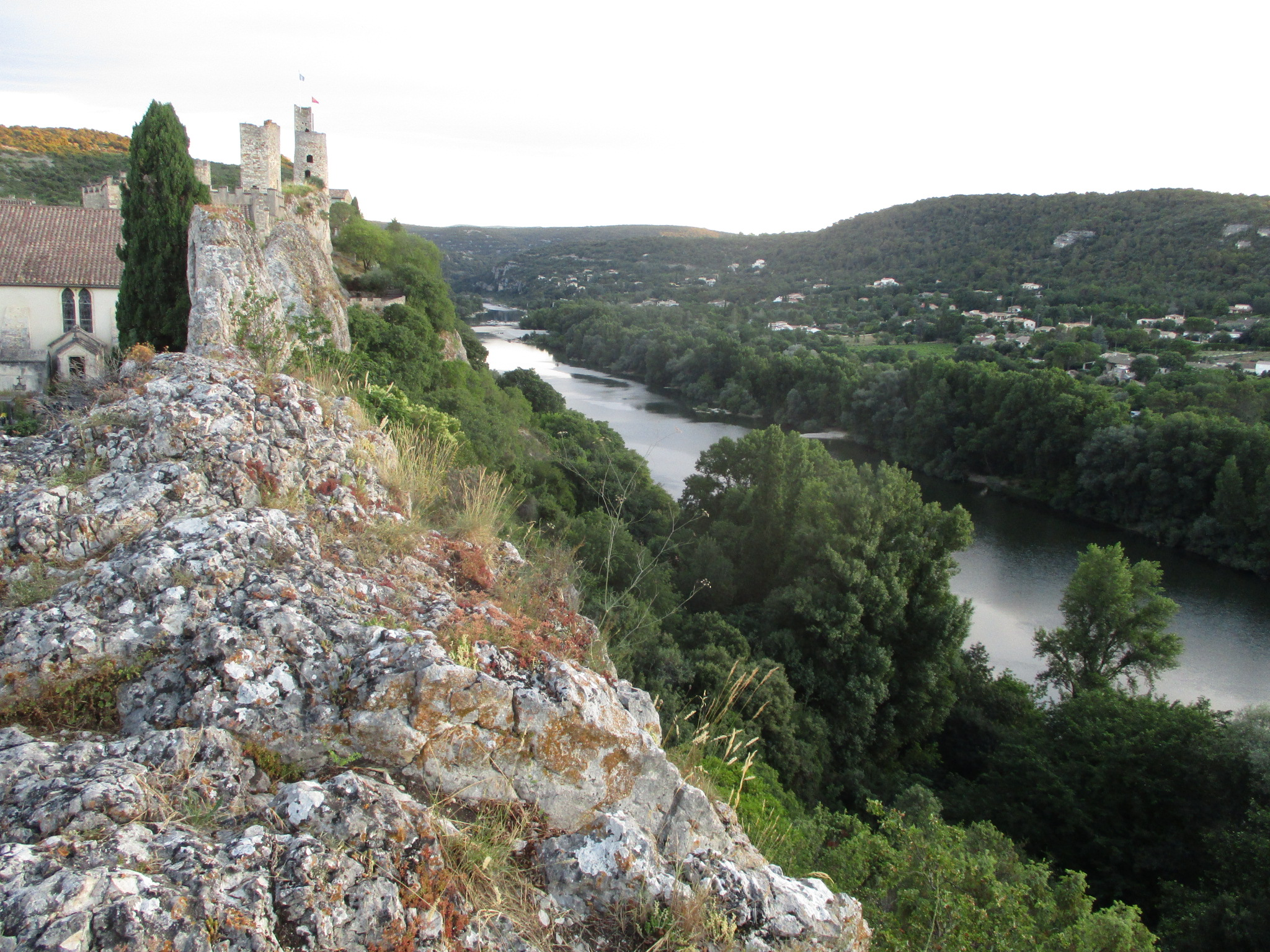
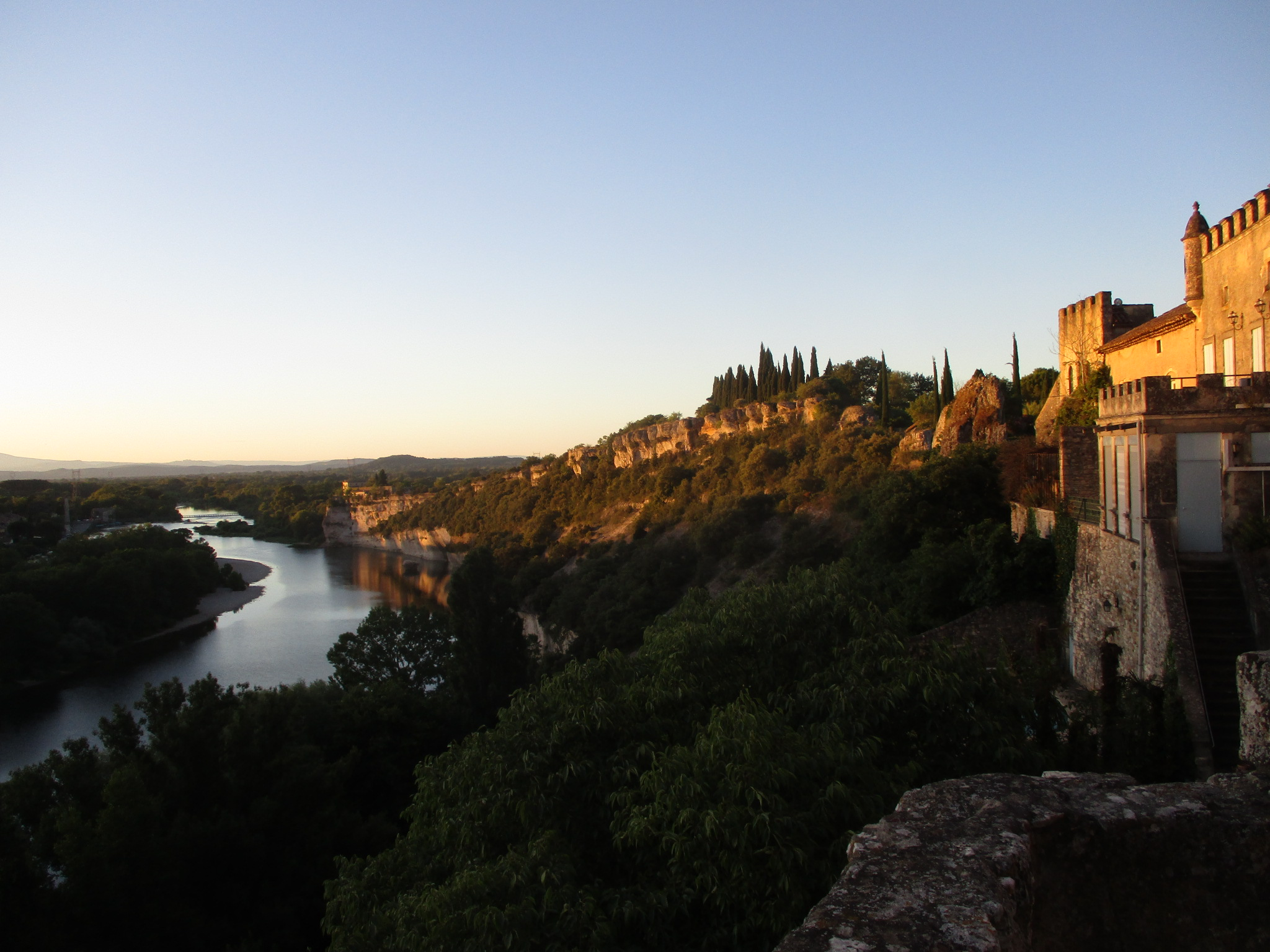

En 1196, le château est conquis par le comte-évêque Nicolas de Viviers.[réf. nécessaire]
Vers 1210, le comte Simon IV de Montfort prend possession de la forteresse, au nom du roi Philippe II Auguste de France, lors de la croisade contre les Albigeois.[réf. nécessaire]
En 1374, le roi de France Charles V le Sage vend la moitié de la seigneurie à Pions Bordon, visiteur général des Gabelles de Pont-Saint-Esprit.[réf. nécessaire]
En 1388, le château est conquis par la révolte des Tuchins (pendant la guerre de Cent Ans). Ces derniers sont massacrés en 1389, le village et le château sont alors détruits et abandonnés durant une longue période, avant d’être reconstruits au début du XVIe siècle, par diverses familles de seigneurs qui se succédèrent à la tête de la baronnie d'Aiguèze, dont les famille de Beauvoir du Roure, maison d'Harcourt-Lorraine, et famille de Vogüé...[réf. nécessaire]

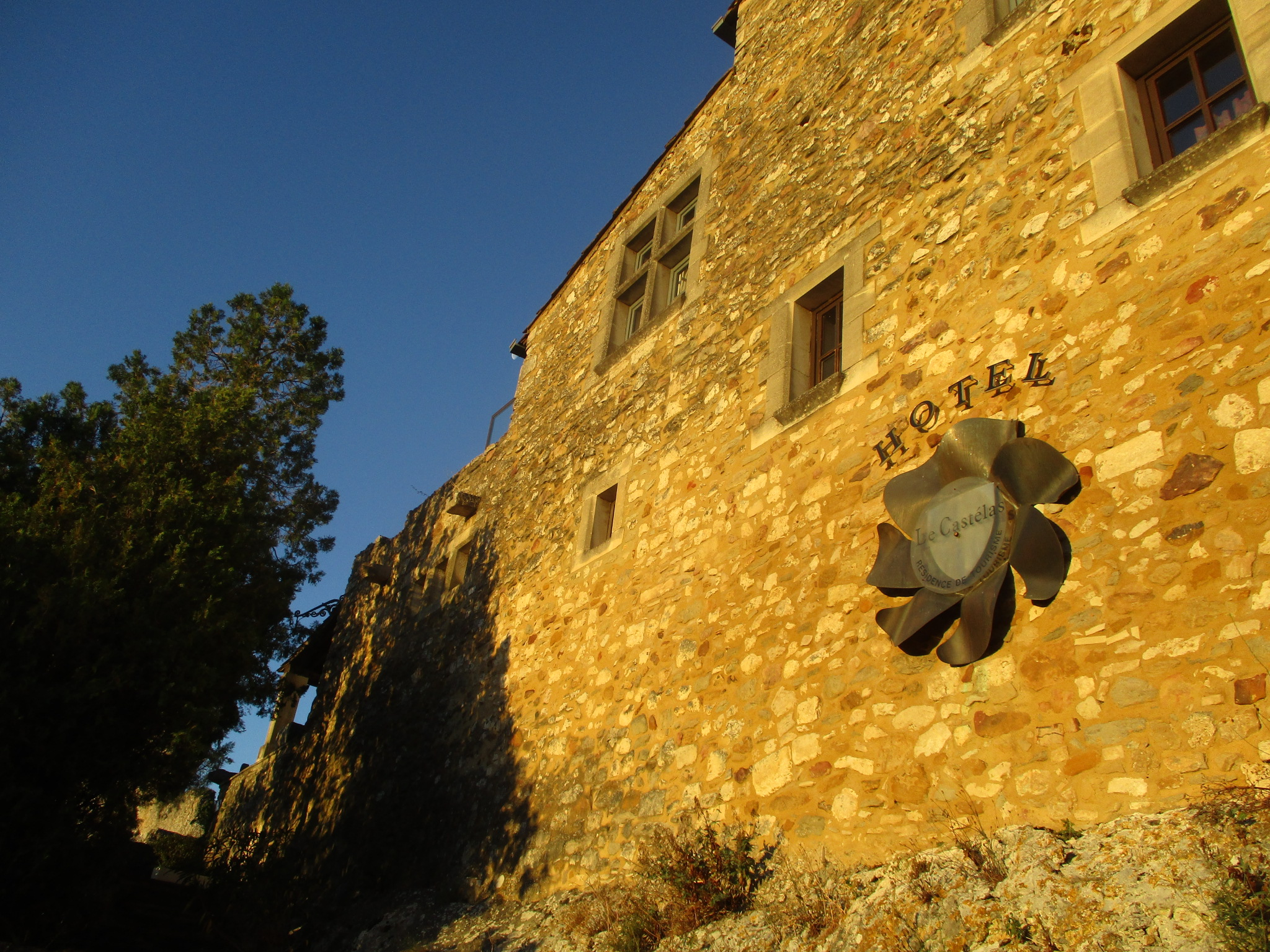
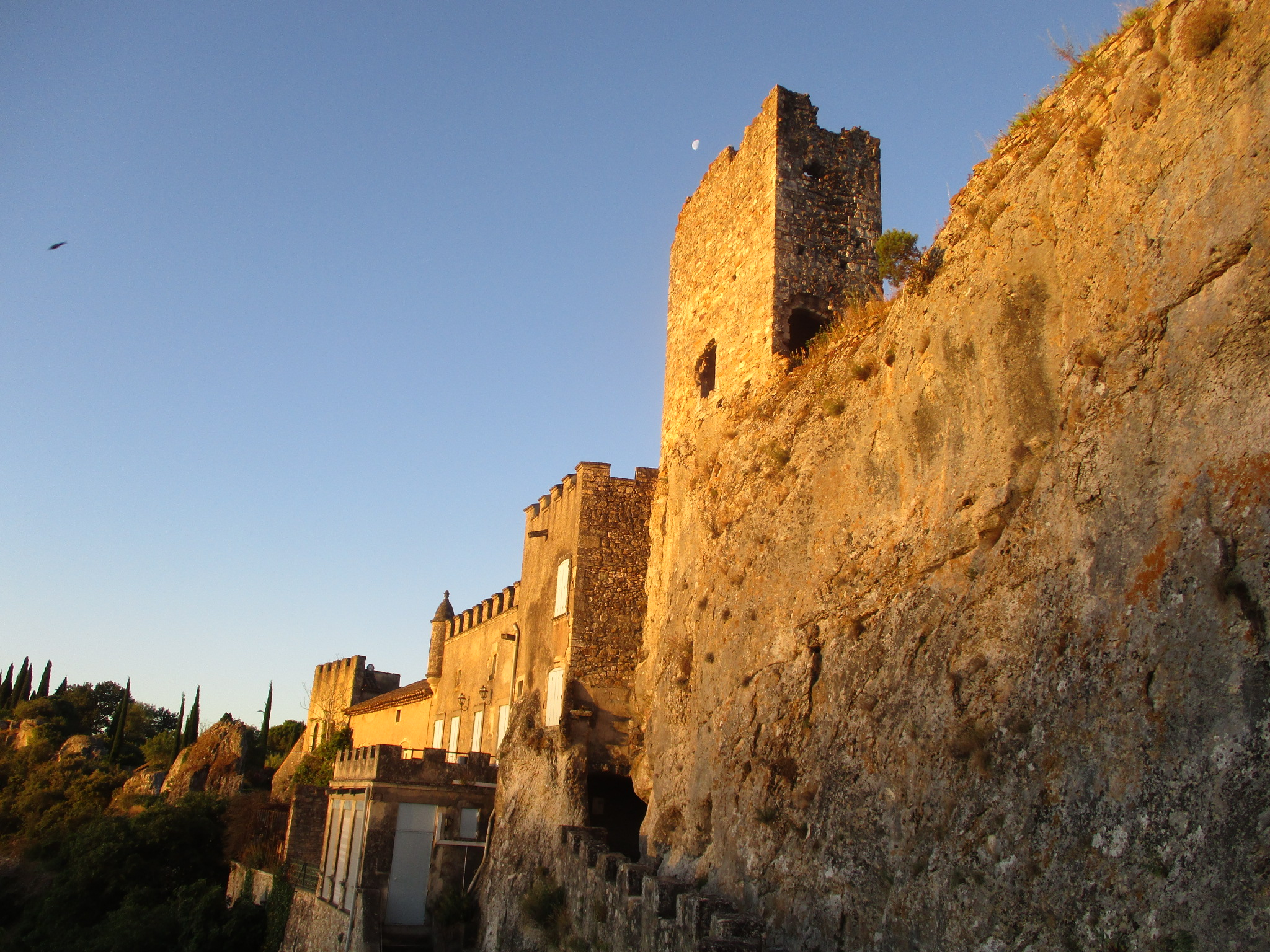
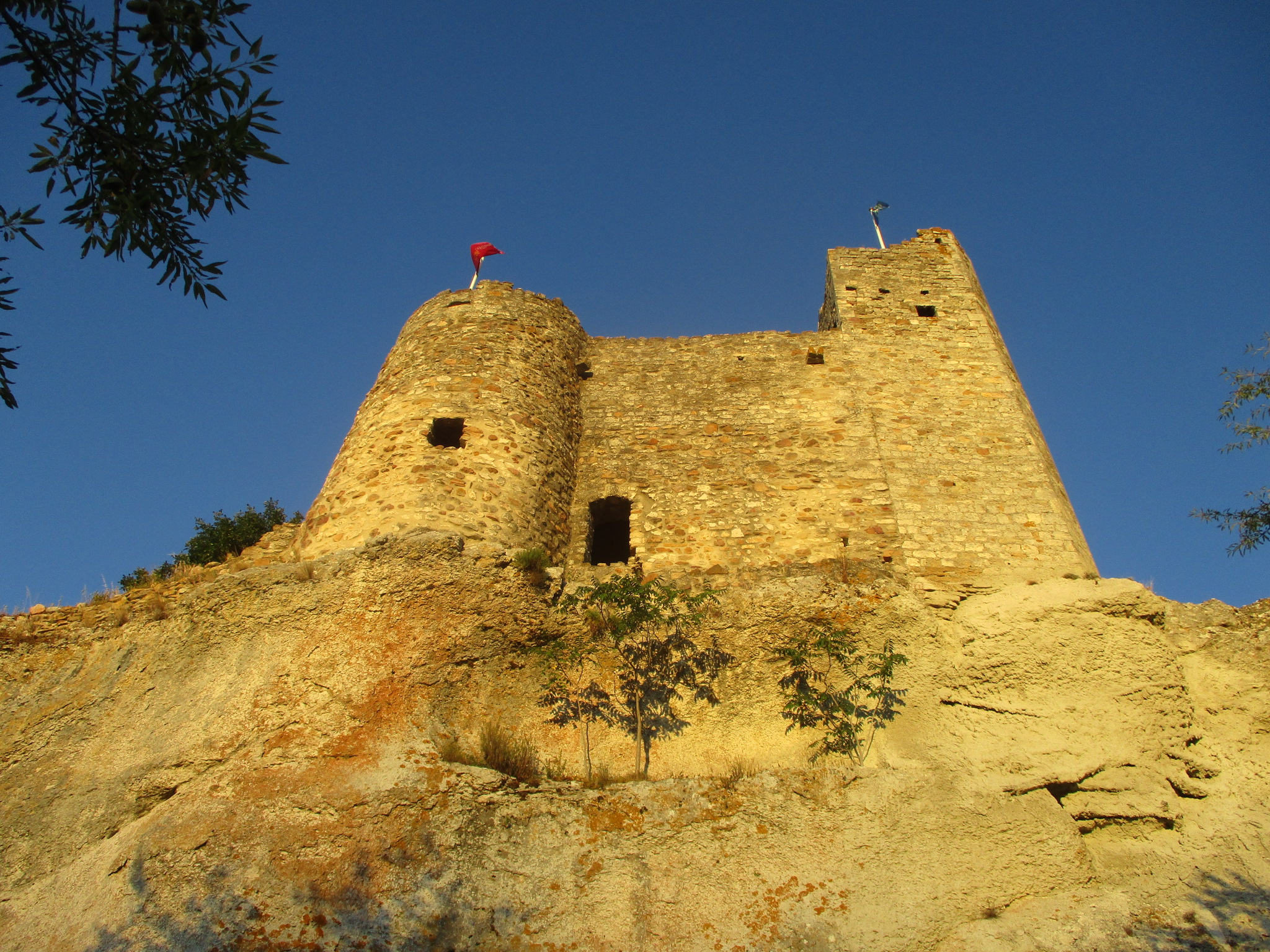
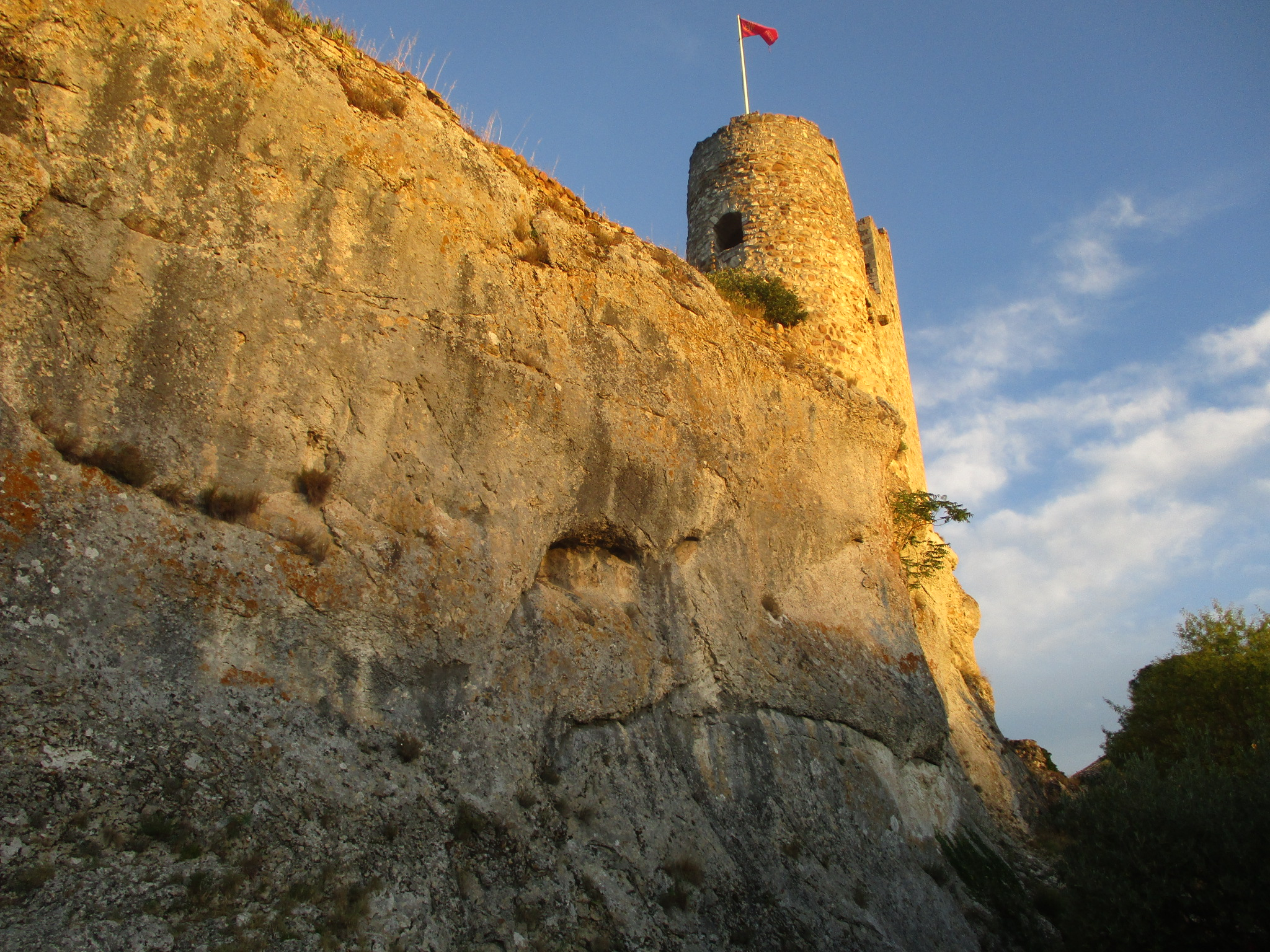
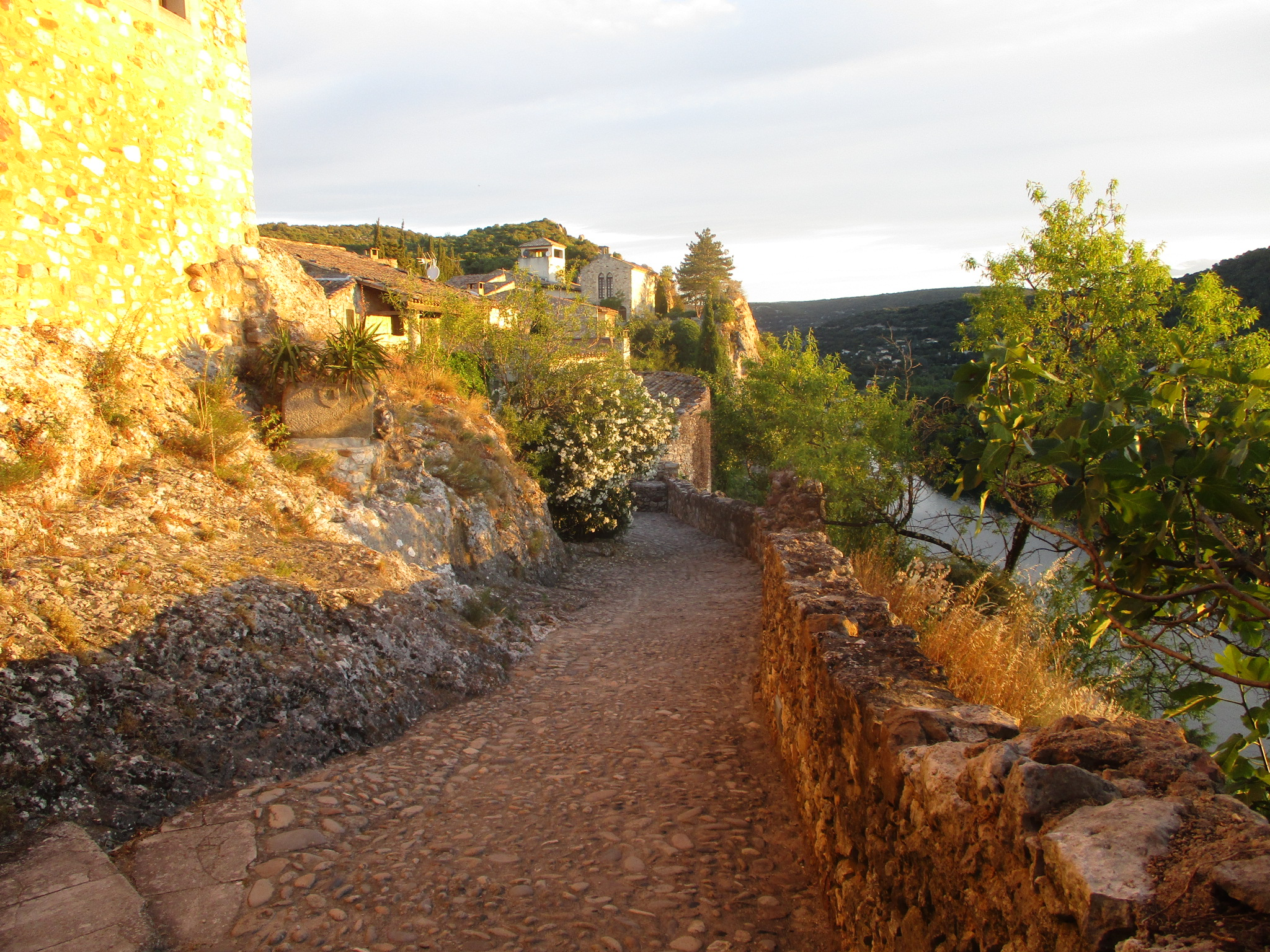

Le château appartient depuis 1789 à la famille Romanet, et à ses héritiers descendants jusqu'à ce jour, dont le membre Monseigneur Frédéric Fuzet (archevêque de Rouen) entame à partir de 1901, d'importantes restaurations de ce château familial, de l'église Saint-Roch d'Aiguèze du XIe siècle, et du village médiéval, classé à ce jour parmi les Plus Beaux Villages de France,.